# Harada Mitsusuke

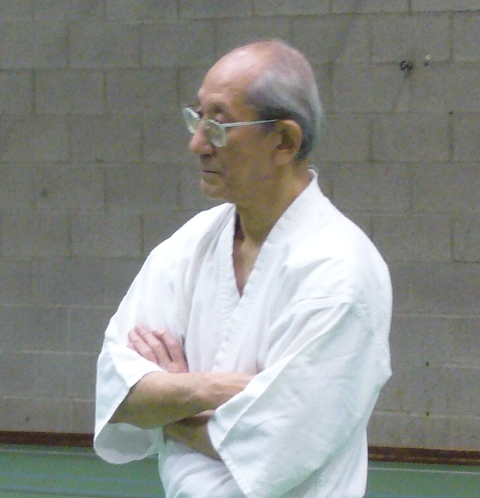
Harada Mitsusuke (2006).

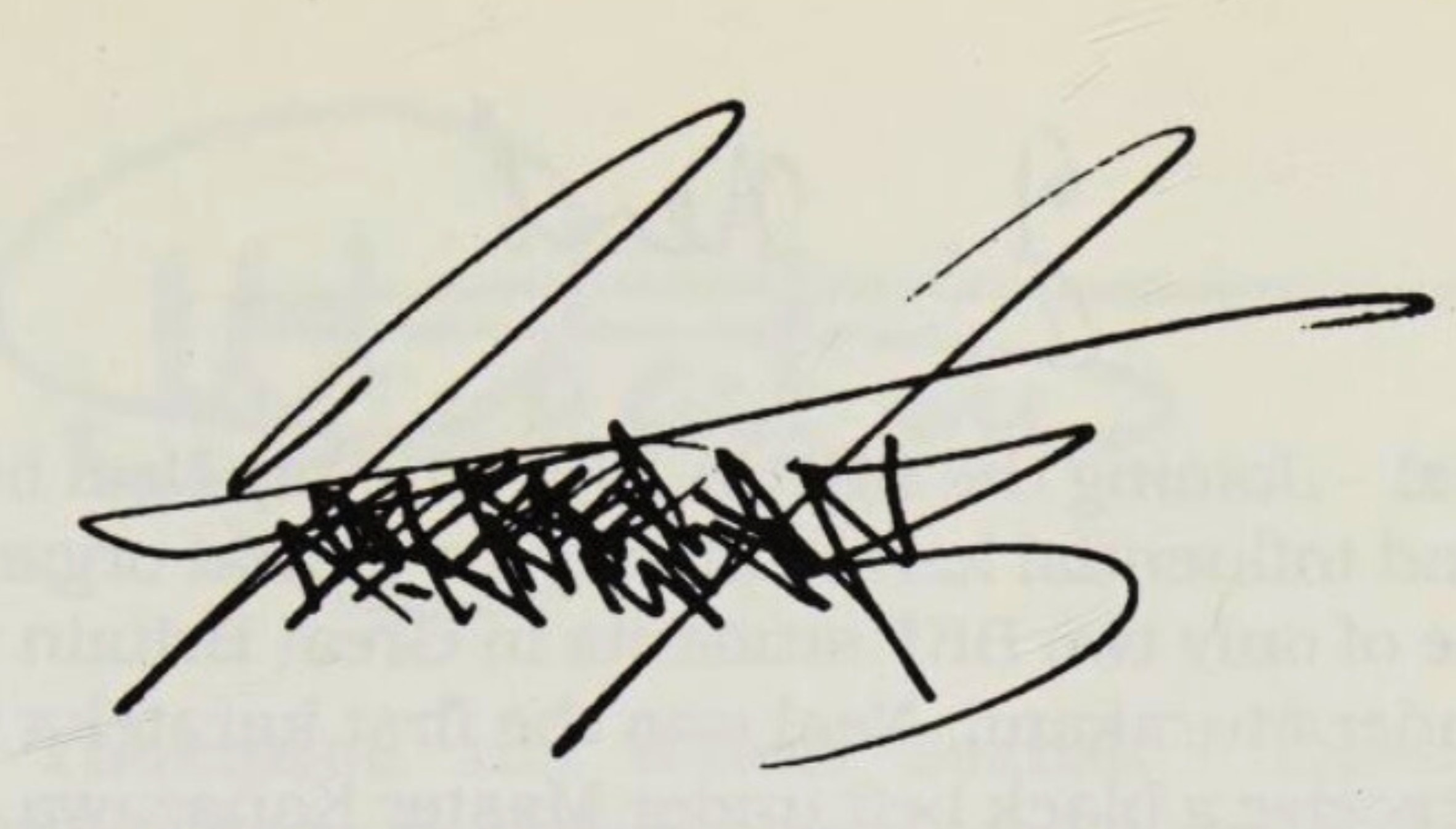
Signatur von Harada Mitsusuke.

Harada Mitsusuke (jap. 原田 満典; * 16. November 1928 in Dairen; † 26. Februar 2021 in Cwmbrân) war ein Karate-Lehrer und Praktizierender des orthodoxen Shōtōkan-Ryū, technischer Berater der British Karate Control Commission (BKCC) sowie Gründer der vor allem in Europa ansässigen Organisation Karate-Dō Shōtōkai (KDS). Haradas eigene Karate-Lehrer waren in erster Linie Funakoshi Gichin, Egami Shigeru und Okuyama Tadao.

## Lebensweg von Harada Mitsusuke

### Kindheit und Shōtōkan
Harada Mitsusuke wurde am 16. November 1928 in Dairen, in der Mandschurei, geboren. Sein Vater, Harada Yutaka (1896–1976), arbeitete damals als ein Filialleiter und später als ein Generaldirektor der Südmandschurischen Eisenbahn. Mitsusukes Mutter, Haru (1897–1998), trug vor ihrer Hochzeit mit Yutaka den Geburtsnamen Kuroda und war als Journalistin für die „Mainichi Shimbun“ tätig. Gemeinsam mit seiner jüngeren Schwester Sadako († 1998) und seinen Eltern verbrachte Harada Mitsusuke seine Kindheit u. a. in den chinesischen Metropolen Peking und Shanghai. Als Kind konnte er Chinesen bei ihrem Taijiquan-Training in öffentlichen Parks beobachten, wodurch sein Interesse an Kampfkunst geweckt wurde.
Aus Sicherheitsgründen zog Haru 1938 mit ihren beiden Kindern, Sadako und Mitsusuke, nach Tokio. Harada Yutaka folgte seiner Familie erst im Sommer 1945. In Tokio besuchte Harada Mitsusuke in den Folgejahren die Seigakuin-Mittelschule (Seigakuin-Chūgakkō). Seit ihrer Gründung war diese eine Bildungseinrichtung mit christlicher Prägung. Aufgrund der militärischen Bestrebungen Japans verfügte das japanische Kultusministerium 1937, dass Jungen ab dem Mittelschulalter u. a. Jūken-Jutsu, d. h. Kampftechniken mit dem Bajonett, zu lernen hatten. Auch Harada erhielt infolgedessen vor dem Ende des Pazifikkriegs Unterricht im Jūken-Jutsu. Ab Ende 1943 musste Harada zusammen mit anderen älteren Mitschülern zur Unterstützung des japanischen Kriegstreibens in einem Federnwerk arbeiten, in dem Federn für Flugabwehrkanonen hergestellt wurden. Nachdem sich Harada bereits während seiner Mittelschulzeit mit dem Methodismus auseinandergesetzt hatte, ließ er sich 1946 taufen.
Unterstützt von seinem Vater, suchte Harada Anfang November 1943 den Shōtōkan mit der Absicht auf, dort die Kampfkunst Karate zu erlernen. Dazu benötigte der 15-Jährige Harada die Unterschrift seines Vaters und hatte einen Betrag von 5 Yen zu entrichten. Dieser Betrag setzte sich aus einer Aufnahmegebühr in Höhe von 3 Yen sowie einer Monatsgebühr von 2 Yen zusammen. An seiner ersten Karate-Einheit, die von Hironishi Motonobu (1913–1999) geleitet wurde, nahm Harada aufgrund des Jahreswechsels aber erst Anfang Januar 1944 teil. Als Anfänger erhielt Harada im Shōtōkan oft Unterricht von Uemura Wadō (1906–2002) und sein Training bestand aus Grundlagen, Kata und Kumite, wobei besonders die Ten no Kata regelmäßig geübt wurde. Darüber hinaus leiteten hin und wieder auch Funakoshi Yoshitaka (1906–1945) und Hayashi Yoshiaki (1907–1989) Einheiten, an denen Harada im Shōtōkan teilnahm. Während seiner Zeit im Shōtōkan unterzog sich der junge Harada keiner Graduierungsprüfung. Nachdem der Shōtōkan 1945 abgebrannt war, setzte Hironishi den Karate-Unterricht für dessen Mitglieder in der Turnhalle einer nahegelegenen, unversehrt gebliebenen Grundschule fort, und Harada nutzte dieses Angebot einige Male. Unter den Nachkriegsumständen brach Harada sein Karate-Training für mehrere Monate ab, konnte es aber 1947 für etwa drei Monate als Privatschüler von Funakoshi Gichin im Zuhause von dessen ältesten Sohn, Funakoshi Yoshihide (1901–1961), fortsetzen.

### Waseda-Karate-Klub und Brasilien
Harada Yutaka war Absolvent der Waseda-Universität in Tokio, weswegen auch sein Sohn, Mitsusuke, ein Studium an dieser Einrichtung anstrebte. Während Harada zuvor das Waseda-Gymnasium in Tokio besuchte, folgte er 1947 dem Ratschlag des Kapitäns des Karate-Klubs der Waseda-Universität und trainierte eine Zeitlang in diesem universitären Karate-Klub, obwohl er noch kein immatrikulierter Student war. Im April 1948 ließ sich Harada Mitsusuke an der Waseda-Universität als Student der Wirtschaftswissenschaft immatrikulieren und erlangte 1953 seinen Bachelor- und 1955 seinen Master-Abschluss in Wirtschaftswissenschaft. Seinen Wunschberuf, Romancier, musste er damals aufgeben.
Als Student der Waseda-Universität wurde er im April 1948 ordentliches Mitglied des Karate-Klubs der Waseda-Universität. In diesem Karate-Klub herrschten hierarchische Strukturen mit Neulingen (Shinjin) auf der unteren Ebene und dem Kapitän sowie den „O.B.“ (Old Boys) genannten Alumni auf den oberen Ebenen. Als Shinjin erhielt Harada am häufigsten von Okuyama Tadao (1918–2006) Unterricht. Aber auch O.B. wie Noguchi Hiroshi (1910–2002), Hironishi Motonobu oder Kamata Toshio (1917–2018) gehörten damals im Klub zu seinen Lehrern. Über die regulären Trainingseinheiten hinaus führte der Karate-Klub der Waseda-Universität jährlich wiederkehrende Gasshuku und Graduierungsprüfungen durch. Harada nahm bereits im Sommer 1948 an seinem ersten Gasshuku, das sein Klub auf der Insel Sado abhielt, teil. Anfang 1949 unterzog sich Harada seiner ersten Karate-Prüfung im Karate-Klub der Waseda-Universität und erreichte dabei den 5. Kyū. Zu diesem Zeitpunkt war er 20 Jahre alt und seine erste Karate-Übungsstunde lag 5 Jahre zurück.
Funakoshi Gichin wurde vom Klub als Lehrmeister (Shihan) verpflichtet und leitete als solcher an Samstagen das Training, an dem Harada von 1949 bis 1952 teilnahm und für das er Funakoshi auch hin und wieder von Zuhause abzuholen hatte. Nach fünf erfolglosen Versuchen bestand Harada mit der Kata Enpi im November 1952 die Prüfung zum 1. Dan. Ab 1953 übte er über achtzehn Monate hinweg täglich als Privatschüler alleine mit Egami Shigeru im Dōjō des Karate-Klubs der Waseda-Universität. Als Assistenztrainer erwarb Harada 1954 über etwa sechs Wochen hinweg erste Lehrerfahrungen beim Karate-Unterricht für Personal des Strategischen Luftkommandos der USA, der im Kōdōkan abgehalten wurde.
Nach seinem Universitätsabschluss trat er im Frühling 1955 eine Stelle auf Lebenszeit (Shūshin Koyō) bei der Fuji-Bank (Fuji-Ginkō) an. Diese sandte ihn unmittelbar nach São Paulo in Brasilien, wo er fortan bei der Bank von Südamerika (Banco América do Sul) tätig war und schließlich zu einem leitenden Bankbeamten aufstieg. Um Portugiesisch zu lernen, schrieb er sich im gleichen Jahr an der Universität von São Paulo für einen Sprachkurs ein. Über zwei Jahre hinweg wohnte er in São Paulo als Untermieter einer italienischen Familie, erwarb daraufhin aber eine eigene Wohnung.
Karate wurde in Brasilien schon vor Haradas Ankunft vor allem von Immigranten aus der japanischen Präfektur Okinawa praktiziert. Ab Oktober 1955 begann auch Harada infolge einer Bitte anfangs an einem Abend, später an drei bis vier Abenden pro Woche Karate im Dōjō des panamerikanischen Jūdō-Meisters von 1956, Kurachi Hikari, zu unterrichten. Zur Bekanntmachung gab Harada in den folgenden Monaten und Jahren öffentliche Karate-Vorführungen, ließ sich für Zeitungen interviewen und trat im Fernsehen auf. Nach und nach entstanden weitere Karate-Gruppen unter seiner Ägide. Infolgedessen gründete Harada 1955 den „Shoto-Kan Karate-Do Brasil“ als von Japan unabhängige Organisation. 1956, im Alter von 28 Jahren, erhielt er von Funakoshi Gichin den 5. Dan. Diese Urkunde stellte ihm Funakoshi als Vorsitzender des Nihon Karate-Dō Shōtōkai aus. In Funakoshis Karate war der 5. Dan die letzte bzw. höchste erreichbare Stufe.

### Europa und KDS
1962 erreichte Harada in Brasilien eine Einladung nach Europa. Diese nahm er an, kündigte im Dezember 1962 seine Stelle bei der Bank, verkaufte seine Wohnung, und traf im Februar 1963 in Paris ein. Harada plante ursprünglich, etwa ein Jahr lang in Europa zu verweilen und danach nach Japan zurückzukehren. In Paris unterrichtete er nunmehr als hauptberuflicher Karate-Lehrer für den vietnamesischen Kampfkunstunternehmer Hoàng Nam und den japanischen Karate-Trainer Murakami Tetsuji (1927–1987). Doch im Sommer 1963 wurde er vermutlich auf Betreiben seiner beiden Auftraggeber Hoàng und Murakami aus Frankreich ausgewiesen.
Zunächst unterrichtete Harada daraufhin in Belgien und zog Ende 1963 nach Großbritannien, wo er am 23. November 1963 im Rahmen der nationalen Jūdō-Meisterschaft in der Royal Albert Hall eine Karate-Vorführung gab. Der Jūdō- und Aikidō-Lehrer Abe Kenshirō (1916–1985) ermöglichte Harada diesen Auftritt und ermutigte ihn, darüber hinaus eine Karate-Organisation unter dem Dach seines Kokusai Budō Shingikai (engl. International Budō Council, IBC) zu schaffen. Harada willigte ein und gründete den „Karate-Dō Shōtōkan“ als Mitgliedsverband des IBC, den Abe bereits 1958 gebildet hatte.
Anders als in Brasilien eröffnete Harada in Europa kein eigenes öffentliches Dōjō. Stattdessen reiste er, um sein Karate an verschiedenen Orten in Großbritannien und Europa auszuüben und zu vermitteln. In der Periode von 1964 bis 1968 pendelte Harada jeweils für drei Monate zwischen Belgien und Großbritannien hin und her. Außerdem unterrichtete er bis 1970 regelmäßig in einem Aikidō-Dōjō in London, das „The Hut“ („Die Hütte“) genannt wurde.
Aufgrund von Veränderungen innerhalb des IBC trennte sich Harada von dieser Organisation und gründete am 1. Juni 1966 den „Karate-Dō Shōtōkai“ (KDS) mit anfangs ungefähr zehn Klubs in Großbritannien. Sein KDS sollte Harada in die Lage versetzen, sich gänzlich auf Karate konzentrieren und im Alter über eine Rente verfügen zu können. Die Wahl des Namens „Shōtōkai“ anstelle von „Shōtōkan“ war das Ergebnis einer Eingabe von Egami und des Nihon Karate-Dō Shōtōkai. Für das Emblem seines neugegründeten KDS wollte Harada keine Darstellungen von geballten Fäusten o. Ä. nutzen, um ein „falsches Bild“ von seinem Karate zu vermeiden, und so schlug einer seiner Schüler das Chrysanthemenwappen vor.
Mit seinem KDS schloss sich Harada dem neuen Karate-Dachverband British Karate Control Commission (BKCC) an. Neben anderen Karate-Pionieren in Großbritannien wie Suzuki Tatsuo (1928–2011) vom Wadō-Ryū fungierte Harada als ein Technischer Berater (Technical Advisor) der BKCC. Doch 1975 wurde die BKCC aufgelöst.
Aoki Hiroyuki (* 1936), ein Schüler von Egami im Karate-Klub der Chūō-Universität, strebte Anfang der 1960er Jahre danach, ein „Mann von wahrem Avantgarde-Budō“ zu sein und das ihm von Egami vermittelte Karate zu etwas zu verändern, das nicht mehr zwingend „Karate“ heißen müsste. Dazu scharte Aoki ab September 1965 Anhänger um sich und begann etwas zu entwickeln, das er später Shintaidō („Neuer Körperweg“) nannte. Aufgrund des gemeinsamen Lehrers, Egami, glaubte Harada, dass diese andere Praxis von Egami selbst als Weiterentwicklung seines Karate geschaffen wurde und reiste von 1967 bis 1968 für sechs Monate nach Tokio, um sich näher damit befassen zu können. Allerdings erhielt Harada von Egami keine klare Aussage darüber, ob er nunmehr der neuentwickelten Praxis oder dem Karate, das er im Privattraining von Egami lernte, nachgehen solle. Eine Zeitlang ließ Harada jene neue Praxis in sein KDS einfließen. Aber im Sommer 1971 beendete Harada diese Phase und besann sich auf seine ursprüngliche Karate-Übung mit Egami, die infolge innerhalb seines KDS ausgeübt und entwickelt werden sollte. Dieser Schritt führte 1971 zu einer ersten, schwerwiegenden Abspaltung von all jenen, die die von Aoki stammenden Neuerungen bevorzugten. Ungeachtet dessen hatte Egami seinen Schüler Harada noch 1968 urkundlich als den „höchsten Ausbilder“ des Shōtōkai in Europa bestätigt.
Ab 1964 führte Harada jährlich wiederkehrende „Sommerschulen“ in Anlehnung an die Gasshuku aus seiner Universitätszeit durch. In den 1970er Jahren gab Harada wiederholt Vorführungen und Interviews für verschiedene Fernsehsender. Nachdem sich in Frankreich, Belgien und Großbritannien die ersten nationalen KDS-Gruppen ausgebildet hatten, folgten schrittweise weitere Regionen, wie 1974 das Überseeterritorium Gibraltar und Marokko. 1988 durchlebte Harada einen weiteren schwerwiegenden Bruch seiner Organisation, der u. a. zur Einbuße seiner Rente führte. Hinsichtlich der technischen Entwicklung innerhalb seines KDS erwies sich dieser Verlust von zahlreichen Mitgliedern aber wohl als positiv.
Von 1968 bis 1988 lebte Harada in Mietwohnungen in London und zog daraufhin in ein Eigenheim in Cwmbrân, Wales. Auf seinem Grundstück in Cwmbrân richtete sich Harada in einem Nebengebäude ein kleines privates Dōjō mit Wandspiegel, Makiwara und weiterer Ausrüstung ein.  Am 21. und 22. September 1991 gab Harada beim sogenannten „Budō Sai“ in Durham eine Vorführung, und im Zusammenhang mit dieser Veranstaltung entstand ein Dokumentarfilm, der u. a. Haradas Aufführung zeigt. Ab 1993 arbeitete Clive Layton (* 1952) an zwei Büchern über Haradas Werdegang und Karate, die 1997 und 1999 herauskamen. In den 1990er und 2000er Jahren reiste Harada darüber hinaus wiederholt nach Japan, um dort an Jubiläumsveranstaltungen des Karate-Klubs der Waseda-Universität sowie des Nihon Karate-Dō Shōtōkai teilzunehmen und z. T. Karate-Vorführungen zu geben. Ab 2002 wurde mit seiner Unterstützung eine KDS-Gruppe in Deutschland aufgebaut.
Am 18. Oktober 2007 wurde Harada aufgrund seiner „Verdienste um Karate“ (Services to Karate) im Buckingham-Palast von Königin Elisabeth II. zum MBE ernannt. Im Vorfeld jener Ernennungszeremonie strahlte der Fernsehsender BBC Wales eine kurze Reportage über Harada aus. Als geladener Redner referierte Harada im Februar 2013 auf dem „Treffen zum Erzählen von Egami Shigeru“, das anlässlich von Egamis 100. Geburtstag in Tokio abgehalten wurde, über seinen früheren Karate-Lehrer. Im Rahmen der Festveranstaltung zum 80-jährigen Jubiläum des Nihon Karate-Dō Shōtōkai am 24. Mai 2015 in Tokio führte Harada im Alter von 86 Jahren Kumite mit einem seiner langjährigen Schüler vor. Bis zum Ausbruch der COVID-19-Pandemie und den mit ihr einhergehenden Schutzmaßnahmen Anfang 2020 übte und unterrichtete Harada aktiv Karate.
Harada war aufgrund seines Werdegangs und seines Trainingsbeginns im Jahr 1943 über Jahrzehnte bis zu seinem Tod der dienstälteste, aktive Vertreter des Shōtōkan-Ryū in Europa. Daher suchten ihn wiederholt Fachjournalisten und Karate-Autoren vor allem aus Großbritannien auf, um ihn als Zeitzeugen für ihre Veröffentlichungen zu konsultieren. Aus dieser Perspektive erlaubte er sich, bestimmte Kritik vorzutragen. Zeitlebens strebte er keine höhere Graduierung als den 5. Dan an, da sein Lehrer Funakoshi verstorben war und er weitere Dan aus seiner Sicht als „sinnlos“ empfand.
Sein Leben lang blieb Harada unverheiratet. Er trug sich eine umfangreiche Privatbibliothek zusammen und besaß Hunde als Haustiere. In späteren Lebensjahren fiel Harada vom christlichen Glauben ab und benannte den Agnostizismus als seine Weltanschauung.
Am 26. Februar 2021 starb Harada im Alter von 92 Jahren in seinem Haus in Cwmbrân und wurde am 19. März 2021 privat beigesetzt.

## Charakteristiken des Karate von Harada Mitsusuke
Haradas ehemaliger Kamerad im Karate-Klub der Waseda-Universität Ōshima Tsutomu (* 1930) bezeugte, dass Harada den durchdringenden Fauststoß (Tsuki) von Egami Shigeru direkt vermittelt bekam und ihn sich aneignete. Laut Ōshima trafen ihn zu seinem Erstaunen geübte Schüler Haradas mit Fauststößen, „die vom Bauch in den Rücken durchgingen“. Im Vergleich zu im Shōtōkan-Ryū gängigeren Arten des Fauststoßes wurde Haradas Tsuki als „durchdringender und direkter“ oder auch als „weich, durchdringend“ beschrieben.
Ein zentraler Aspekt in Haradas Karate war der Gedanke, es zu vermeiden, vom Gegner berührt zu werden. Wurde Harada also z. B. mit einem Tsuki zum Hals angegriffen, ließ er sich nicht von diesem treffen. Auf Beobachter konnte die Übung so wirken, als würden sich gute Schüler von Harada „fast in Luft auflösen. In der einen Minute stehen sie vor einem Gegner, in der nächsten sind sie hinter ihm.“ Harada bezeichnete diese Praxis als „Irimi“. Sein Irimi unterschied sich jedoch etwas von der als Kawashi benannten Herangehensweise des Nihon Karate-Dō Shōtōkai.
Auf grundlegender Ebene wurde in Haradas KDS besonders der Fudō-Dachi als Art und Weise des Stehens verwendet. Die Kata Taikyoku war für Harada eine bedeutende Übungsform, da sie das tatsächliche technische Niveau bloßstellt. Als seine beiden Lieblings-Kata nannte Harada Enpi und Meikyō. Kata-Übung vollzog Harada vor allem „langsam mit entspanntem Körper und korrekter Form“.
Holzsäbel (Bokutō) und Langstock (Bō) waren feste Bestandteile seiner Karate-Übung. Zudem übte Harada seinen Tsuki mithilfe eines aufgehangenen Papierblatts.
Zur Unterstützung seines Karate-Unterrichts nutzte Harada u. a. Erkenntnisse aus der Sportwissenschaft oder der Transaktionsanalyse und zitierte z. B. Lehrsätze aus Kampfkunstraktaten.

## Lehraussagen von Harada Mitsusuke
Harada Mitsusuke verfasste kein Lehrbuch. An dieser Stelle folgen einige Zitate aus seinen wenigen Aufsätzen und Interviews, die einen Einblick in seine Lehrvorstellungen geben.
- „Ich respektiere alle Sensei, aber Ō-Sensei [Funakoshi Gichin] gab mir meine Graduierung und erklärte mir zwei Dinge: (1) Es gibt im Karate keine Stile, nur Karate. (2) Kein Wettkampf, nur üben, üben, üben. Karate ist kein Sport, und es ist sehr schwierig zu entscheiden, wer gewonnen hat, da es wie ein Schönheitswettbewerb aussieht. Das einzige, was dem nahe kommt, ist Kickboxen oder Knock Down.“[150]
- „Yoshitakas Übung war mehr auf den echten physischen Kampf ausgerichtet, so dass eine niedrige Haltung und Schwerkraft mit starken Beinen wichtig waren, genau wie bei den Sumō-Ringern.“[4]

- „Es muss gelingen, zwei Aspekte miteinander zu vereinbaren: Mobilität und Stabilität. Mobilität: Man muss locker sein wie eine Peitsche. Stabilität: Das ist es, was ich 'die Arbeit des Hammers' nenne, die Festigkeit beim Aufprall und übrigens auch während der Bewegung. Die Festigkeit kann durch Konzentration trainiert werden: seine Energie zum Aufprall bringen können.“[129]
- „Kata ist nicht nur Schattenboxen, es geht vielmehr darum, den eigenen Körperbau, die Form und die Haltung richtig einzusetzen, was den Einsatz unserer Muskeln aktiviert, also die Biomechanik unseres Körpers. Das gibt der Kata ihren wahren Sinn und Zweck.“[142]

- „Indem man den Schüler entwickelt, schafft man ein Problem für sich selbst, und das ist das Schöne an unserer Übung, dass sie sich immer weiterentwickelt, um die Person zu entwickeln und nicht das Ego dieser Person. Viele Karate-Wettkämpfer benutzen ihr Karate als Vehikel für ihre Aggressionen, aber wir legen den Schwerpunkt in gewisser Weise auf die Entwicklung eines besseren Menschen, denn jeder hat etwas Besonderes in sich, das entwickelt werden muss. Wir müssen selbstkritisch sein, um zu überleben und voranzukommen, oder wir stagnieren und sterben.“[151]

- „Man muss alles selbst herausfinden. Wir können zum Beispiel nicht die Idee akzeptieren, dass Karate wichtig ist, nur weil uns das jemand sagt. Für diese Person mag es wichtig sein, aber nicht für jemand anderen, bis er es selbst spürt. Deshalb muss jeder für sich selbst herausfinden, warum Karate für sein eigenes Leben wichtig ist. Sie können das nicht gesagt bekommen.“[152]

- „Meine Absicht ist es, zu üben bis ich sterbe. Einige Leute werden sagen, dass ich einen Fehler beging. Sehen Sie: Ich habe mich immer auf das Karate konzentriert, nicht das Geschäft.“[93]

- „Ein Zen-Meister, Sawaki Kōdō, schrieb einmal: 'Im Budō geht es darum, sich selbst vor dem Feind zu erschaffen.' Seine Worte passen gut zu den Worten meines Meisters Gichin: 'Karate-Übung ist für das Leben'. Ich glaube fest, dass die Philosophie, 'sich selbst vor dem Feind zu erschaffen', die Quelle des Budō ist, das im Laufe der japanischen Geistesgeschichte einen bedeutenden Einfluss auf den japanischen Geist ausgeübt hat. [...] Ich habe mein ganzes Leben dem Karate gewidmet und glaube heute mehr denn je daran, dass 'die Bedeutung des Karate in der Erschaffung des Selbst bis zum Tod liegt'.“[153]

### Bücher (englisch)
- Layton, Clive. „Karate Master. The Life and Times of Mitsusuke Harada“. Liverpool: Bushido Publications, 1997.
- Layton, Clive. „Reminiscences by Master Mitsusuke Harada“. Cwmbrân: KDS Publishing, 1999.

### Artikel (deutsch)
- Harada, Mitsusuke. ‚Das Konzept des Kiai‘. In: „toshiya. Karate, Kampfkunst & Kultur. Nummer 6/2010“
- Wittwer, Henning. ‚Trainingserfolg im Karate – Eine emische Betrachtung zur Unterrichtsweise von Harada Mitsusuke‘. In: „toshiya. Magazin für Karate, Kampfkunst & Kultur. Nummer 1/2013“
- Wittwer, Henning. ‚Harada Mitsusuke, 1928–2021. Ein Nachruf auf den technischen Leiter von KDSD‘. In: „toshiya. Magazin für Karate, Kampfkunst & Kultur. Nummer 88. Mai 2021“
- Wittwer, Henning. ‚Shōtōkan Brasilien & Harada Mitsusuke – Japanische Quellen als Zeugen seines Wirkens in Südamerika (Teil 1)‘. In „toshiya. Magazin für Karate, Kampfkunst & Kultur. Nummer 99. März/April 2023“
- Wittwer, Henning. ‚Shōtōkan Brasilien & Harada Mitsusuke – Japanische Quellen als Zeugen seines Wirkens in Südamerika (Teil 2)‘. In „toshiya. Magazin für Karate, Kampfkunst & Kultur. Nummer 100. Mai/Juni 2023“